# The Microbe
The Microbe è un film muto del 1919 diretto da Henry Otto sotto la supervisione di Maxwell Karger. Prodotto dalla Metro Pictures Corporation, il film aveva come interpreti Viola Dana, Kenneth Harlan, Arthur Maude, Bonnie Hill.
 
La sceneggiatura di June Mathis si basa sull'omonimo racconto di Henry Altimus pubblicato su Ainslee's Magazine del maggio 1919.

## Trama
Happy O'Brien si guadagna da vivere facendo lo strillone e, per evitare molestie, si veste con abiti maschili, facendosi passare per un ragazzo, soprannominata "Microbo" o Mike. Un giorno, la ragazza viene salvata dall'aggressione di alcuni strilloni cinesi da DeWitt Spense, uno scrittore che si trova in quella zona per procurarsi della droga. Spense, colpito dalla combattività di quello che lui crede un ragazzino, lo prende in simpatia e si ispira a lui per il personaggio di un suo libro. Scopre allora che Mike è una ragazza e decide di educarla. Ben presto, l'amicizia si trasforma in amore, con grande costernazione di Judith Winthrope, intenzionata a diventare lei la signora Spense. Insieme a Robert Breton, uno degli amici dello scrittore, complotta per distogliere Spense da Mike e convince la ragazza che la vena letteraria del suo protettore sta soffrendo a causa sua, tanto da indurla ad andarsene.
Mike trova un altro lavoro, come fioraia e, ogni giorno, invia una lettera a Spense firmandosi "Bianca". Lo scrittore trova in questa corrispondenza l'ispirazione per un romanzo basato sulle sue risposte alla misteriosa donna, un libro che diventa un best seller. Judith ne approfitta e finge di essere lei Bianca, tanto da indurre Spense a chiederla in moglie. Ma il romanziere scopre in tempo la verità e, ritrovata Mike, riuscirà finalmente a sposarla.

## Produzione
Il film fu prodotto dalla Metro Pictures Corporation.

## Distribuzione

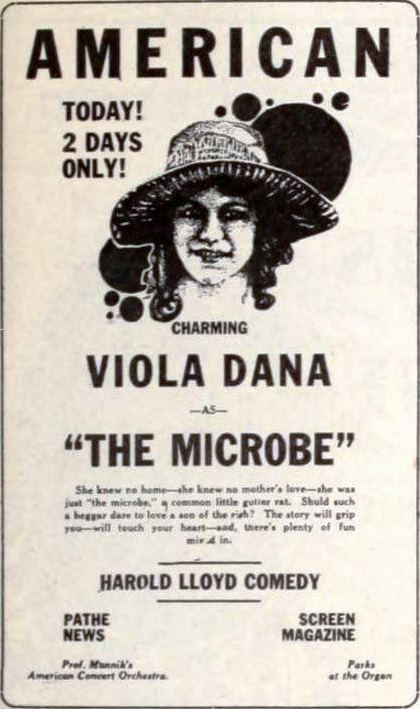
Pubblicità su Exhibitors Herald
(20 settembre 1919)

Il copyright del film, richiesto dalla Metro Pictures Corp., fu registrato il 28 luglio 1919 con il numero LP13998.

Distribuito dalla Metro Pictures Corporation, il film uscì nelle sale cinematografiche statunitensi il 21 luglio 1919.
Non si conoscono copie ancora esistenti della pellicola che viene considerata presumibilmente perduta.